# Civil Wars
Civil Wars  è una serie televisiva statunitense in 36 episodi trasmessi per la prima volta nel corso di 2 stagioni dal 1991 al 1993.

## Trama
New York. Un gruppo di avvocati divorzisti affronta vari casi legali concernenti coppie sfaldatesi e questioni familiari. Tra questi vi sono Sydney Guilford e il suo socio Charlie Howell che nel corso della serie intrattengono anche una relazione amorosa. Uno degli episodi è ricordato perché creò un relativo scalpore nel pubblico; in questo episodio la segretaria di Sydeny, Denise, si spoglia per un servizio fotografico.

## Personaggi
- Sydney Guilford (36 episodi, 1991-1993), interpretata da	Mariel Hemingway.
- Charlie Howell (36 episodi, 1991-1993), interpretato da	Peter Onorati.
- Denise Iannello (36 episodi, 1991-1993), interpretata da	Debi Mazar.
È la segretaria dello studio di Sydney.
- Jeffrey Lassick (36 episodi, 1991-1993), interpretato da	David Marciano.
- Eli Levinson (36 episodi, 1991-1993), interpretato da	Alan Rosenberg.
- cancelliere (6 episodi, 1991-1992), interpretato da	Kenneth Jackman.
- Audrey (6 episodi, 1992-1993), interpretata da	Romy Windsor.
- stenografa (5 episodi, 1992-1993), interpretata da	Sharon Conley.
- Holly (4 episodi, 1992), interpretata da	Jennifer Hetrick.
- giudice Hoffer (3 episodi, 1991-1992), interpretato da	Booth Colman.
- Aaron Gutbaum (3 episodi, 1991-1992), interpretato da	Barry Kivel.

## Produzione
La serie, ideata da Bruce Helford e William M. Finkelstein, fu prodotta da Steven Bochco Productions e 20th Century Fox Television e girata negli studios della 20th Century Fox a Los Angeles in California. Le musiche furono composte da Donald Markowitz. Dopo la cancellazione, i personaggi di Eli Levinson (Rosenberg) e Denise Iannello (Mazar) sono stati trapiantati nella stagione finale di Avvocati a Los Angeles sulla NBC.

### Registi
Tra i registi della serie sono accreditati:
- Mark Tinker (9 episodi, 1992-1993)
- Brad Silberling
- Oz Scott

## Distribuzione
La serie fu trasmessa negli Stati Uniti dal 1991 al 1993 sulla rete televisiva ABC. In Italia è stata trasmessa con il titolo Civil Wars.
Alcune delle uscite internazionali sono state:
- negli Stati Uniti il 20 novembre 1991 (Civil Wars)
- in Francia il 29 giugno 1993 (Guerres privées)
- in Spagna (Guerra de parejas o Maridos y mujeres)
- in Italia (Civil Wars)

## Episodi
| Stagione         | Episodi | Prima TV USA |
| ---------------- | ------- | ------------ |
| Prima stagione   | 18      | 1991-1992    |
| Seconda stagione | 18      | 1992-1993    |